# Conus ammiralis pseudocedonulli
Conus ammiralis pseudocedonulli is een ondersoort van de zeeslakkensoort Conus ammiralis, uit het geslacht Conus. De slak behoort tot de familie Conidae. Conus ammiralis pseudocedonulli werd in 1818 beschreven door Blainville. Net zoals alle soorten binnen het geslacht Conus zijn deze slakken roofzuchtig en giftig. Zij bezitten een harpoenachtige structuur waarmee ze hun prooi kunnen steken en verlammen.